# Francheville, Jura
Francheville är en kommun i departementet Jura i regionen Bourgogne-Franche-Comté i östra Frankrike. Kommunen ligger i kantonen Chaumergy som tillhör arrondissementet Lons-le-Saunier. År 2022 hade Francheville 40 invånare.

## Befolkningsutveckling
Antalet invånare i kommunen Francheville
Referens:INSEE